# 建安二十二年瘟疫
建安二十二年瘟疫，是一場發生在東漢漢獻帝建安二十二年（217年）冬天，起始於中國北方的一場瘟疫，為東漢末以來頻繁發生的瘟疫中較大的一次瘟疫，死傷眾多，分布甚廣，以千萬計。

## 疫情與反應
曹植對於這場疫情提到，當時每戶人家都有人去世。有的甚至是全家人以及全族人去世。這種情況在窮苦人家更為常見，並有當時人掛符作為厭勝物。
東漢知名醫學家張仲景於《傷寒雜病論》一書中的自序寫道：「我的宗族人口眾多，曾經有200多人。結果建安年間以來，十年不到，就有三分有二的人去世了，而因傷寒去世的又有十分之七。」
瘟疫發生後，魏王曹操下令，對於70歲以上沒有小孩的寡婦，12歲以下無兄弟的孤兒，以及沒有家庭和產業依靠的殘障人士，國家將終身提供其糧食。

## 過世知名人士

### 曹操勢力
建安七子中，除了孔融、阮瑀分別在208年、212年離世外。其他五人王粲（春季死於麻瘋）、徐幹、陳琳、應瑒、劉楨都於此年（217年）相繼離世。時為魏王世子的曹丕，於隔年(218年)，在與時任元城令的吳質的書信中言道：「去年發生的瘟疫，好多親朋好友都被這場瘟疫波及，徐幹、陳琳、應瑒、劉楨同時去世，這種痛苦難以訴說。」
司馬懿之兄，時任兗州刺史的司馬朗，於此年隨軍征吳，當魏軍行至居巢時，軍中突發疫情，其親自巡視士兵，給予救治，卻不幸染疫離世，離世前遺言道：「國家任命我為刺史，我卻遭到這場瘟疫，來不及立功報效國家，既然我毛病已無法好轉，辜負國家對我的大恩，那麼我去世之後，穿著平常穿的衣服下葬就可以了，你們切勿違背我的遺言。」

### 孫權勢力
時任橫江將軍、漢昌太守的魯肅以及時任偏將軍的凌統也在同年病逝，有可能亦是亡於此次瘟疫之中。